# Josep Cusachs i Cusachs

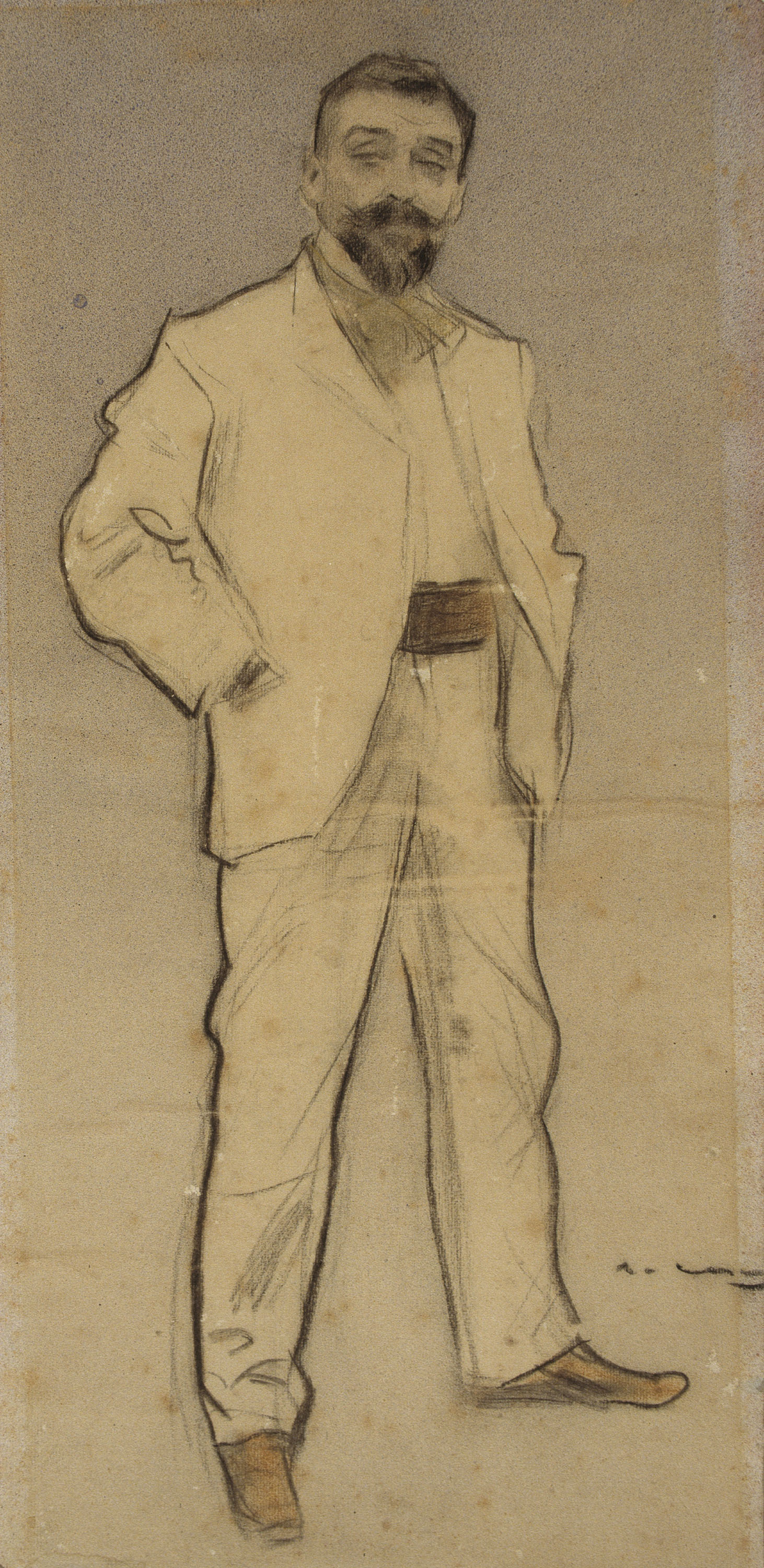
Josep Cusachs i Cusachs geportretteerd door Ramon Casas i Carbó (Museu Nacional d'Art de Catalunya, Barcelona)

Josep Cusachs i Cusachs (Montpellier, 1851 – Barcelona, 1908) was een Spaans kunstschilder.
Cusachs i Cusachs was aanvankelijk militair. In 1882 beëindigde hij die militaire carrière om zich volledig op het schilderen toe te leggen. Hij studeerde bij Simó Gómez en trok een jaar naar Parijs om zijn stijl te vervolmaken bij de schilder van militaire taferelen Edouard Detaille. Hij schilderde voornamelijk militaire taferelen en daarnaast ook "civiele" scènes met paarden in een prominente rol: ruiters en jachttaferelen.
Hij illustreerde La vida militar en Espana van F. Barado en was lid van de Barcelonese kunstenaarsvereniging "Cercle del Liceu".
Zijn voornaam wordt ook vaak als "José" geschreven; zijn achternaam als "Cusachs y Cusachs" of "Cusachs Cusachs".

## Tentoonstellingen
- 1889, Barcelona, Sala Parés